# باكتل (غرمخان)
باکتل (بالفارسية: پاکتل) هي قرية تقع في إيران في قسم غرمخان الريفي. يقدر عدد سكانها بـ 304 نسمة .